# Śĕnĕ Şupaşkar
Śĕnĕ Şupaşkar o Novotxeboksarsk (txuvaix: Çӗнӗ Шупашкар [ˈɕënʲë ʐubɑʂˈkɑr], Śĕnĕ Şupaşkar o Xene Xupaixkar, rus: Новочебоксарск, Novotxeboksarsk) és una ciutat de la República de Txuvàixia, a Rússia. Es troba a 15 km a l'est de Xupaixkar/Txeboksari, la capital de la república, a la riba meridional del Volga. El 2021 tenia 120.375 habitants.

## Història
La història de Śĕnĕ Şupaşkar està lligada als grans esforços d'industrialització que es va dur a terme a Txuvàixia a partir dels anys cinquanta del segle xx. L'any 1960 es va llançar la construcció de la ciutat com a ciutat satèl·lit de Xupaixkar. La data de fundació es considera el 18 de novembre de 1960. L'objectiu era crear una ciutat associada a Himprom, una nova gran fàbrica química. La construcció de la nova ciutat va ser l'objecte d'enormes inversions durant els anys seixanta, assolint 40% del pressupost de la república durant els anys 1967 i 1968. Himprom va començar a funcionar el 1964. Entre els anys 1971 i 1974 va patir una gran ampliació.
La ciutat va rebre un altre impuls el 1968, quan es van iniciar les obres de la central hidroelèctrica de Xupaixkar sobre el Volga. La presa està situada al costat mateix de Śĕnĕ Şupaşkar. La central va entrar en explotació el 1981. Es tracta d'una presa de formigó de 120 m de llarg unes preses de terra amb una longitud total de 3355 m i una resclosa d'una sola cambra de dos carrils. La longitud total del front d'aigua és de 4480 m. La potència instal·lada és de 1404 MW, la producció mitjana anual dissenyada és de 3310 GWh, però la producció anual real és de 2100 GWh a causa de la reducció del nivell de l'embassament a 63 m en comptes dels 68 previstos. La presa forma l'embassament de Xupaixkar, amb una superfície de 2182 km2.

## Estatus administratiu i municipal
Inicialment anomenada «Spútnik», el 1965 Śĕnĕ Şupaşkar va rebre l'estatus de ciutat d'importància regional i el seu nom actual. El 1971 rebé el de «ciutat d'importància del nivell de la república».
En el marc de les divisions administratives, Śĕnĕ Şupaşkar forma una divisió administrativa a part, amb l'estatus igual al dels districtes, anàlogament a altres ciutats de Txuvàixia. Com a divisió municipal, Śĕnĕ Şupaşkar forma l'anomenat Ókrug urbà de Śĕnĕ Şupaşkar.